# Beffroi de Saint-Riquier
Le Beffroi de Saint-Riquier est un beffroi situé à Saint-Riquier, à l'ouest du département de la Somme. Il est inscrit au patrimoine mondial de l'UNESCO au titre de Beffrois de Belgique et de France depuis 2005.

## Historique
Saint-Riquier obtint une charte communale en 1126, le beffroi, symbole des libertés communales a été édifié en 1283. Le bourg de Saint-Riquier fut dévasté en 1475 sous le règne de Louis XI qui luttait contre le duc de Bourgogne Charles le Téméraire et le roi d'Angleterre. Le beffroi détruit fut reconstruit de la fin du XVe siècle jusque 1528. Le bâtiment et les toitures furent rénovés en 1788.

## Caractéristiques
Le beffroi a gardé son aspect de la fin du XVIIIe siècle. C'est une tour carrée construite en pierre calcaire et en grès. La base du monument date du Moyen Âge tandis que son élévation date du XVIe siècle. Le clocher construit à la fin du XVIIIe siècle conserve une cloche, « Magdaleine », fondue en 1571. Il est doté d'une horloge.
L'intérieur se compose d'une prison et de quatre salles superposées. Le beffroi qui fut la mairie de la commune abrite aujourd'hui l'office de tourisme.
Sur la façade, une plaque de bronze rappelle le passage à Saint-Riquier de Jeanne d'Arc prisonnière.
Le beffroi est inscrit au titre des monuments historiques en 1943.